# جرذ العشب الحبشي
جرذ العشب الحبشي أو جرذ زيتوني (باللاتينية: Arvicanthis abyssinicus) هو نوع من القوارض ينتمي لعائلة الفأريات . يتواجد في إثيوبيا و ايريتريا. موئله الطبيعي هو مرتفعات المناطق المدارية و الشبه المدارية المروج و الأراضي الصالحة للزراعة و الأراضي الرعوية.